# Muthulakshmi Reddy

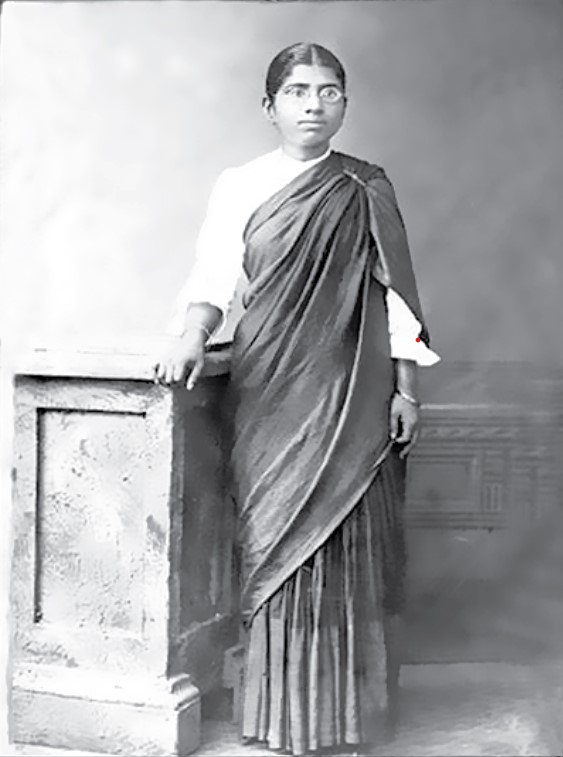
Muthulakshmi Reddy als Medizinstudentin am Madras Medical College, 1907–1912

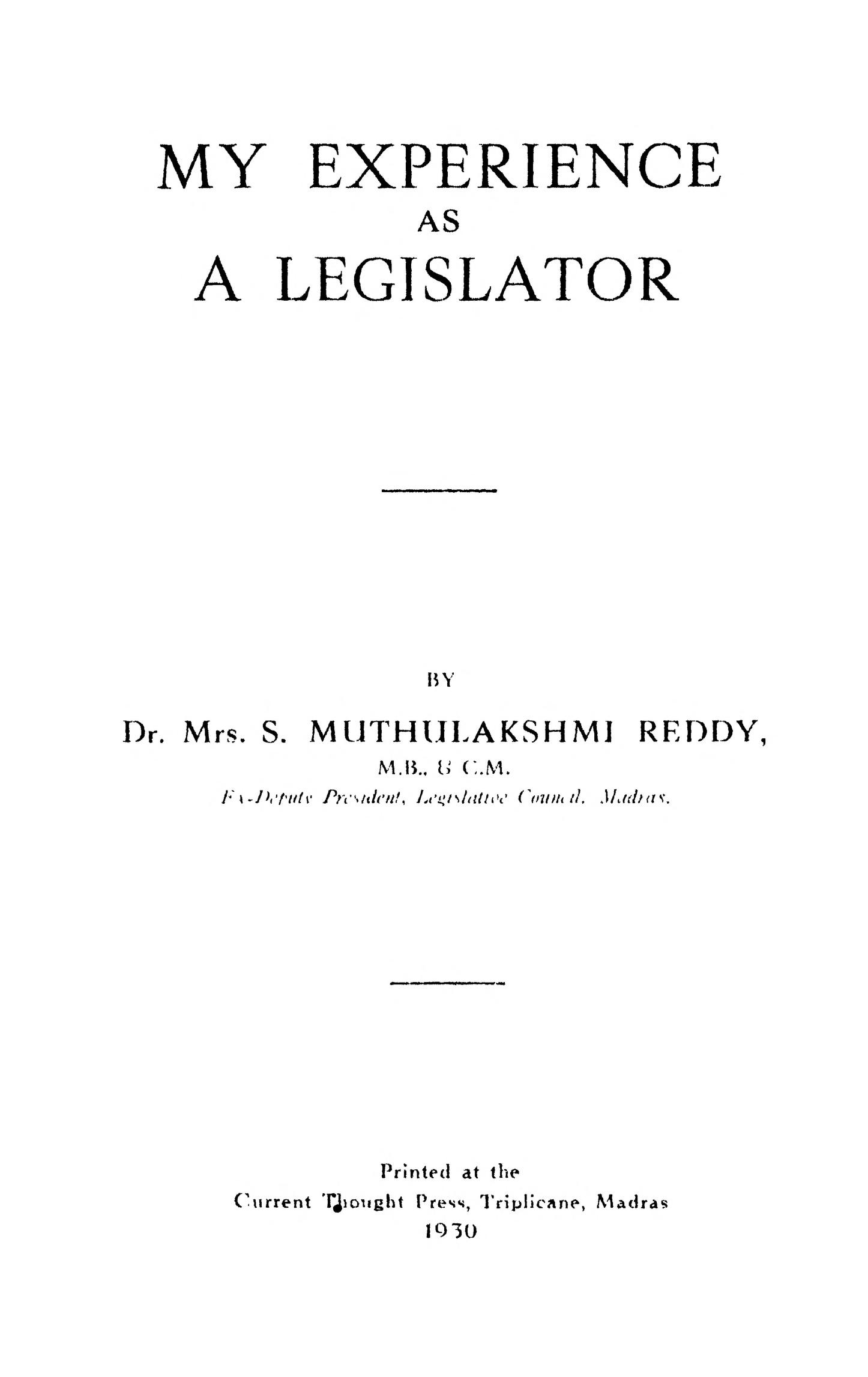
Titelseite ihres Buches: My Experiences as a Legislator, 1930

 Muthulakshmi Reddy  (* 30. Juli 1886 in Pudukkottai, Indien; † 22. Juli 1968 in Chennai, Indien) war eine indische Medizinerin, Sozialreformerin und Politikerin. Sie erhielt 1912 als erste Frau in Indien einen Abschluss in Medizin und war die erste Frau, die in Indien als Chirurgin in einem staatlichen Krankenhaus arbeitete.

## Leben und Werk
Reddy war die Tochter von S. Narayanaswami Iyer, dem Direktor des Maharaja College, und der Devadasi Chandramal. Ihr Vater wurde wegen seiner Heirat mit einer Devadasi von seiner Familie ausgeschlossen. Reddy entwickelte eine enge Beziehung zur mütterlichen Seite ihrer Familie und wurde auf die Probleme der Devadasi-Gemeinschaft aufmerksam. Entgegen der Tradition schickte ihr Vater sie zur Schule, die sie aber zu Beginn der Pubertät verlassen musste, und sie erhielt ihre weitere Bildung zuhause. 1907 begann sie ihr Studium am Madras Medical College, welches sie mit mehreren Goldmedaillen und Preisen 1912 abschloss. Sie war eine der ersten Ärztinnen in Indien und wurde Hauschirurgin im Regierungskrankenhaus für Frauen und Kinder in Chennai. 1914 heiratete sie Sundara Reddy gemäß dem Indian Christian Marriage Act von 1872.
Während ihrer College-Zeit lernte Reddy die Politikerin Sarojini Naidu kennen und begann, an Frauentreffen teilzunehmen. Sie ging nach London, um eine Hochschulausbildung zu absolvieren, und kehrte auf Anfrage der Women’s Indian Association, die sie 1918 mitgründete, nach Indien zurück.

## Politische Karriere
Sie wurde 1929 zum Madras Legislative Council nominiert und war die erste Frau, die in Indien Mitglied einer Legislative wurde. Als sie zur stellvertretenden Vorsitzenden des Legislativrates gewählt wurde, wurde sie als erste Frau weltweit Vizepräsidentin einer Legislative.
Sie war die treibende Kraft hinter der Gesetzgebung, die die Devadasi abschaffte, und spielte eine wichtige Rolle bei der Anhebung des Mindestheiratsalters für Frauen in Indien. Sie empfahl der Regierung, das Mindestalter für die Eheschließung auf mindestens 21 Jahre für Jungen und 16 Jahre für Mädchen anzuheben. Erwartungsgemäß leisteten Männer aus der Oberschicht starken Widerstand gegen ihren Vorschlag, das gesetzliche Heiratsalter für Frauen zu erhöhen und das Devadasi-System abzuschaffen. Nach 17 Jahren wurde aus dem Gesetzentwurf ein Gesetz. Das Madras-Devadasi-Gesetz wurde im Dezember 1947 von der gesetzgebenden Versammlung von Madras verabschiedet.
Reddy verabschiedete ein Gesetz zur Abschaffung von Bordellen und Frauen- und Kinderhandel. Ihre Bemühungen führten zur Einrichtung eines Heims für die aus Bordellen geretteten Frauen. Sie richtete ein Stipendium für Mädchen aus nicht dominanten Kasten ein und eröffnete Wohnheime für muslimische Mädchen.
1930 trat sie aus Protest nach der Inhaftierung von Mahatma Gandhi aus der Legislative von Madras zurück. 1931 eröffnete sie das „Avvai Home“ in Chennai, welches ein Krankenpflegeinstitut und ein Lehrerfortbildungsprogramm enthielt und wo Kurse in Tischlerei, Handwerk, Hauswirtschaft gelehrt wurden, um junge Mädchen beruflich auszubilden.

## Adyar-Krebsinstitut
Als Reddy ihre jüngere Schwester an Krebs sterben sah, beschloss sie, sich auf die Krebsbehandlung zu spezialisieren. Sie bildete sich in London fort und baute in Chennai das Adyar Cancer Institute auf. Der Grundstein für das Adyar Cancer Institute wurde 1952 von Premierminister Jawaharlal Nehru gelegt. Das Krankenhaus, das am 18. Juni 1954 seinen Betrieb aufnahm, war das zweite seiner Art in Indien. 1974 wurde das Institut zum Regional Cancer Center und vom Ministerium für Gesundheit und Familienfürsorge zum „Center of Excellence“ erklärt.
Reddy verstarb 1968 im Alter von 81 Jahren.

## Ehrungen und Auszeichnungen
- 1956: Die indische Regierung verlieh ihr in Anerkennung ihrer Verdienste um die Nation den Padma Bhushan.
- Das Muthulakshmi-Reddi-Zertifikat ist eine Auszeichnung, die an Frauen verliehen wird, die sich in der Krebsprävention eingesetzt haben.[5]
- Am 30. Juli 2019 zeigte Google ein Doodle anlässlich ihres 133. Geburtstags.[6]